# Orlen Warsaw Marathon

Uczestnicy Orlen Warsaw Marathon w alei Komisji Narodowej (13 kwietnia 2014)

Orlen Warsaw Marathon – maraton, którego trasa wiodła po Warszawie, rozgrywany w latach 2013–2019. Od pierwszej edycji w jego ramach rozgrywane były Mistrzostw Polski w Maratonie Mężczyzn. Od 2014 roku bieg posiadał certyfikację IAAF Road Race Silver Label. 
Jego pierwsza edycja odbyła się 21 kwietnia 2013 roku, a ostatnia 14 kwietnia 2019 roku. Wraz z biegiem głównym na dystansie maratońskim organizowane były imprezy towarzyszące (bieg na 10 km oraz marszobieg charytatywny). Pod koniec 2019 roku trwały przygotowania do ósmej edycji wydarzenia, ale PKN Orlen odwołał bieg.

## Rezultaty
| Nr | Data             | Ukończyli | Zwycięzca             | Kraj    | Czas    | Zwyciężczyni      | Kraj     | Czas    |
| -- | ---------------- | --------- | --------------------- | ------- | ------- | ----------------- | -------- | ------- |
| 1  | 21 kwietnia 2013 | 3951      | Sisay Lemma Kasaye    | Etiopia | 2:09:02 | Milka Jerotich    | Kenia    | 2:28:23 |
| 2  | 13 kwietnia 2014 | 5816      | Tadese Tola           | Etiopia | 2:06:55 | Bizuayehu Ehile   | Etiopia  | 2:30:30 |
| 3  | 26 kwietnia 2015 | 7357      | Lemi Berhanu Hayle    | Etiopia | 2:07:57 | Fatuma Sado       | Etiopia  | 2:26:25 |
| 4  | 24 kwietnia 2016 | 6586      | Artur Kozłowski       | Polska  | 2:11:54 | Sichala Kumeshi   | Etiopia  | 2:28:42 |
| 5  | 23 kwietnia 2017 | 5522      | Felix Kimutai         | Kenia   | 2:10:34 | Nastassia Iwanowa | Białoruś | 2:28:44 |
| 6  | 22 kwietnia 2018 | 4445      | Ezekiel Omullo        | Kenia   | 2:11:17 | Nastassia Iwanowa | Białoruś | 2:28:03 |
| 7  | 14 kwietnia 2019 | 4698      | Regasa Mindaye Bejiga | Etiopia | 2:09:42 | Sheila Jerotich   | Kenia    | 2:26:06 |